# Институт украинской археографии и источниковедения имени М. С. Грушевского НАН Украины
Институ́т укра́инской археогра́фии и источникове́дения им. М. С. Груше́вского НАН Украи́ны — специализированное научное учреждение в отрасли археографии, источниковедения и специальных исторических дисциплин.

## История учреждения
Учреждение с первоначальным названием «Институт украинской археографии АН УССР» создано в соответствии с постановлением Президиума АН УССР от 10 июля 1990 года на базе восстановленной в конце 1987 года Археографической комиссии АН УССР. Постановлением Президиума НАН Украины от 1 февраля 1995 года заведение получило современное название с предоставлением ему имени Михаила Грушевского. Археографическая комиссия и Институт — преемники и продолжатели деятельности Киевской археографической комиссии (1843), Археографической комиссии Научного общества им. Шевченко (НТШ) (1895), Археографической комиссии Всеукраинской академии наук (1919), Археографической комиссии Центрального Архивного управления (1929), а также других научных, учебных, культурно-образовательных учреждений и организаций XIX — начала XX века. Директором Института со времени основания до 2013 года являлся член-корреспондент НАН Украины Павел Степанович Сохань.

## Современное состояние
За годы независимости Украины численность сотрудников Института уменьшилась почти в 3 раза. В 1991 году в Институте работали 250 человек, а в 2020 году — 87 человек. С 29 января 2020 года из-за недостаточного финансирования Институт стал работать всего 11 дней в месяц.

## Руководство института
- Павел Степанович Сохань — 1991—2013 гг.
- Георгий Владимирович Папакин — исполняющий обязанности директора c декабря 2013 года, с 2014 года — директор.

## Издательская деятельность
Институт издает такие периодические издания:
- «Український археографічний щорічник. Нова серія» («Украинский археографический ежегодник. Новая серия»),
- «Україна в минулому» («Украина в прошлом»),
- «Наукові записки. Праці молодих вчених та аспірантів» («Ученые записки. Труды молодых ученых и аспирантов»).

Готовит к печати:
- многотомные академические издания произведений Михаила Грушевского, Дмитрия Яворницкого,
- фундаментальные корпусы документов «Архів Коша Нової Запорозької Січі. Корпус документів. 1734—1775» («Архив Коша Новой Запорожской Сечи. Корпус документов. 1734—1775»),
- «Універсали українських гетьманів» («Универсалы украинских гетманов»),
- «Літопис УПА. Нова серія» («Летопись УПА. Новая серия») и др.